# Kraamola
Kraamola — український пауер-фолк-метал гурт, створений у 2008 році колишнім гітаристом гурту «Тінь Сонця» Анатолієм Зіневичем разом з його колегами по гурту «Веремій».

## Історія
Гурт Kraamola був створений 21 липня 2008 в тамбурі потягу Харків — Київ. Саме там двом гітаристам Анатолію Зіневичу та Сергію Кондрову прийшла ідея започаткувати новий колектив. У кінці липня сформувався кістяк складу: Анатолій Зіневич — гітара, Сергій Кондров — гітара, Кирил Шаповаленко — бас, Олександр Селюк — барабани. Єдиною вакантною позицією залишався — вокал. Майже одразу С. Кондров запропонував кандидатуру свого товарища і колегу по групі Infinity dreams (нині Logical Riddle) Сергія Ісаєва. І після першої ж репетиції всі погодилися, що інших кандидатів навіть не варто переглядати.
Проте вже на початку 2009 року почали загострюватися проблеми із барабанщиком. У результаті довелося розпрощатися з Олександром Селюком. На щастя пошуки нового драмера не зайняли багато часу і вже в лютому місце за ударною установкою зайняв Едуард Саркіц (Sunrise, Dimicandum, ex-Mysterya, ex-I Miss My Death, ex-Inferno, ex-Inner Maze). Весь 2010 рік гурт продовжував відшліфовувати власний матеріал для того, щоб у вересні врешті-решт дебютувати перед публікою.
У грудні 2010 року Едуард Саркіц вирішив залишити гурт через велике завантаження в інших гуртах, у яких він грав. У листопаді відбувся інтернет-реліз однойменного дебютного мініальбому (який містив 4 пісні + бонус). На початку березня 2012 відбувся офіційний реліз мініальбому на CD — за допомогою місцевого лейбла Наш Формат. Улітку в групі з'явилося двоє нових учасників. Юлія Новосад, яка виступала як запрошена співачка на першому релізі, була прийнята до гурту як постійна учасниця. Ще одним новим учасником став скрипаль Анатолій Хоменко.
2013 року гурт пройшов через ряд змін складу. Гурт покинули С. Кондров та К. Шаповаленко і на їх місця, а також вакантне місце барабанщика, протягом року пробувалися такі люди як Яків Вітренко (гітара), Дмитро Вінніченко (гітара), Роман Герштун (бас), Алекс Сапегін (барабани). Проте жодному з них в результаті не вдалося закріпитися у складі.
На початку 2014 року Сергій Кондров погоджується допомогти з записом дебютного повноформатника і робота над ним триває майже весь рік. До запису також підключається барабанщик Logical Riddle — Сергій Акульшин, який сесійно не раз допомагав і під час концертів. У жовтні альбом «На зламі епох» нарешті побачив світ у своєму електронному варіанті, а вже навесні 2015 був презентований на фізичному носії. У вересні того ж року Сергій Кондров остаточно покидає гурт.
Початок 2016 року ознаменувався початком роботи над наступним релізом. Для запису барабанів до нього був залучений Дмитро Сичов (Кромлех).
У середині року новим барабанщиком гурту став Андрій Афанасов. Але і він залишає гурт у 2018. Надалі справи зі складом гурту ще більш загострюються і записавши сингл "Руда криниця" фактично половиною складу і відігравши 10 річницю, гурт розпадається. Ще можна додати що вже у середині 2018 року гурт лишає оригінальний вокаліст Сергій Ісаєв для того щоб емігрувати до Іспанії.
Наприкінці 2019 року Дмитро Голуб допомагає залучити до гурту колишнього вокаліст Dionis Сергія Хилька і таким чином почалося відродження гурту. З цього ж часу власне і починається робота над другим повноформатним альбомом. До гурту приєднується Андрій Мазур на роль бас-гітариста. Але через якийсь час гурт залишає Дмитро Голуб, якого на найближчий рік замінює Дмитро Бардусов. Але вже після фотосесії до наступного альбому по черзі гурт лишають Хилько і Бардусов. Попри відхід вокаліста з ним встановлюється домовленість про те, що альбом запише саме він.
У кінці 2021 року після багатьох прослуховувань місце за мікрофоном займає Уляна Сидорук.
Після початку повномасштабного вторгнення Росії до України, гурт зі зрозумілих причин на певний час бере паузу, що не заважає у червні 2022 року з'явитися синглу "До перемоги".
У 2023 році випустили пісню Вальс Із Янголом, яку присвятили дітям, які загинули від російсько-української війни, яка стала частиною проекту "Так працює пам'ять".
26 лютого 2024 року в життя виходить другий повноформатний альбом - "Ідол". Весною того ж року Анатолій Зіневич розпускає попередній склад гурту і вже восени презентує нових учасників.

## Учасники

### Теперішні
- Алла Раскі - вокал (з 2024...)
- Анатолій Зіневич — гітара (з 2008…)
- Андрій Турковський - гітара (з 2024...)
- Олена Навка - клавішні (з 2024...)
- Анжеліка Нордіка - бас (з 2024...)
- Олексій Мальчевський - барабани (з 2024...)

### Колишні
- Дмитро Голуб — гітара (2016—2020)

- Сергій Ісаєв — вокал (2008—2018)
- Сергій Хилько — вокал (2019—2021)
- Юлія Герштун (Новосад) — вокал (2011—2017)

- Кирил Шаповаленко — бас (2008—2013, 2014—2018)
- Анатолій Хоменко — скрипка (2012—2018)
- Андрій Афанасов — барабани (2016—2017)

- Сергій Кондров — гітара (2008—2013, 2014—2015)
- Сергій Акульшин — барабани (2012—2013, 2014—2015)
- Олександр Селюк — барабани (2008—2009)
- Едуард Саркіц — барабани (2009—2011)
- Яків Вітренко — гітара (2013)
- Дмитро Вінніченко — гітара (2013—2014)
- Роман Герштун — бас (2013—2014)
- Алекс Сапегін — барабани (2013—2014)
- Дмитро Бардусов — гітара (2020—2021)
- Уляна Сидорук — вокал (2021-2024)
- Андрій Мазур — бас (2019-2024)
- Максим Кузько — клавішні (2022-2024)
- Дмитро Сичов — барабани (2015—2016, 2020-2024)

## Дискографія
- Kraamola(EP) — 2011
- На зламі епох — 2014
- Мольфар (EP) — 2017
- Ідол — 2024

Сингли:
- На зламі — 2014
- Руда криниця — 2018
- Останній рубікон — 2020
- Про неї — 2021
- До перемоги — 2022
- Вальс із янголом — 2023
- Інша — 2024